# Piero della Francesca
Piero di Benedetto de' Franceschi, noto comunemente come Piero della Francesca (Borgo Sansepolcro, giugno 1412 circa – Borgo Sansepolcro, 12 ottobre 1492), è stato un pittore e matematico italiano. Tra le personalità più emblematiche del Rinascimento italiano, fu un esponente della seconda generazione di pittori-umanisti.

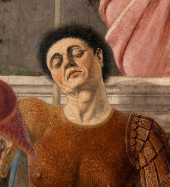
Dettaglio dalla Resurrezione (1465) con presunto autoritratto di Piero

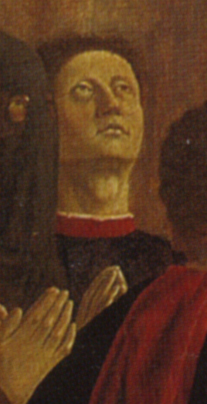
Dettaglio dal Polittico della Misericordia (1444-1464) con presunto autoritratto di Piero

Le sue opere sono mirabilmente sospese tra arte, geometria e complesso sistema di lettura a più livelli, dove confluiscono questioni teologiche e filosofiche. Riuscì ad armonizzare, nella vita quanto nelle opere, i valori intellettuali e spirituali del suo tempo, condensando molteplici influssi e mediando tra tradizione e modernità, tra religiosità e nuove affermazioni dell'Umanesimo, tra razionalità ed estetica.
La sua opera fece da cerniera tra la prospettiva geometrica brunelleschiana, la plasticità di Masaccio, la luce altissima che schiarisce le ombre e intride i colori di Beato Angelico e Domenico Veneziano, la descrizione precisa e attenta alla realtà dei fiamminghi. Altre caratteristiche fondamentali della sua espressione poetica sono la semplificazione geometrica sia delle composizioni che dei volumi, l'immobilità cerimoniale dei gesti, l'attenzione alla verità umana.
La sua attività può senz'altro essere caratterizzata come un processo che va dalla pratica pittorica, alla matematica, fino alla speculazione sulla matematica astratta. La sua produzione artistica, caratterizzata dall'estremo rigore della ricerca prospettica, dalla plastica monumentalità delle figure, dall'uso in funzione espressiva della luce, influenzò nel profondo la pittura rinascimentale dell'Italia settentrionale e, in particolare, la scuola ferrarese e veneta.

## Biografia
La ricostruzione biografica della vita di Piero è un'impresa ardua alla quale si sono dedicate generazioni di studiosi, affidandosi ai più sottili indizi, nella generale scarsità di documenti ufficiali attendibili che ci siano pervenuti. La stessa sua opera ci è pervenuta solo in maniera frammentaria, con numerose perdite di estrema importanza, tra cui spiccano gli affreschi eseguiti nel Palazzo Apostolico, sostituiti nel XVI secolo dalle Stanze di Raffaello.

### La questione della nascita

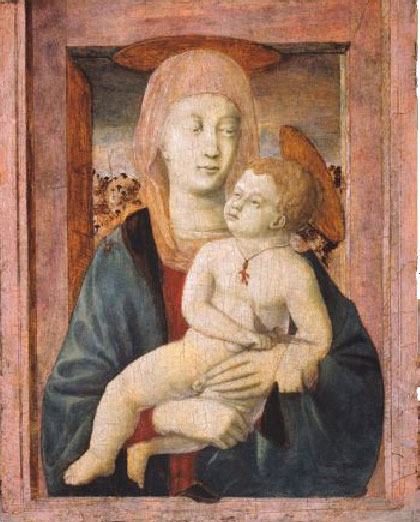
Madonna col Bambino (1435-1440), Collezione privata

Piero nacque da Benedetto de' Franceschi, ricco uomo di commercio di tessuti, e da Romana di Pierino da Monterchi, nobildonna di famiglia umbra, a Sansepolcro (che allora si chiamava "Borgo Sansepolcro") in un anno imprecisato tra il 1406 e il 1416. La data di nascita esatta è sconosciuta e controversa, poiché un incendio negli archivi comunali di Sansepolcro distrusse gli atti di nascita dell'antica anagrafe. Un primo documento che nomina Piero è come testimone alla stesura di testamento datato all'8 ottobre 1436, dal quale si ricava che l'artista doveva già avere almeno l'età prescritta di vent'anni per un documento ufficiale. Secondo Giorgio Vasari, Piero, che morì nel 1492, aveva 86 anni al momento della morte, che porterebbe la sua nascita al 1406 ma la notizia è inattendibile, perché i suoi genitori si sposarono solo nel 1413. Vasari spiega che, essendo il padre morto prima che Piero nascesse, egli fu chiamato col matronimico invece del patronimico (sua madre era conosciuta come "la Francesca" in quanto maritata nei Franceschi, così come Lisa Gherardini del Giocondo veniva detta "la Gioconda").

### Esordi a Sansepolcro
Probabilmente la sua formazione avvenne a Borgo Sansepolcro, cittadina di frontiera culturale, tra le influenze fiorentine, senesi e apporti umbri. Già nel XIII secolo nel monastero camaldolese di Sansepolcro era attiva una scuola, documentata fin dal 1226. Nel corso del XIV secolo attivano scuole anche i frati Minori e i frati Eremiti di sant'Agostino, i cui conventi dispongono di proprie biblioteche. Nel XV secolo la sensibilità per gli studi rimane forte nel monastero camaldolese, dove nel 1474 l'abate si dichiara disponibile ad accogliere quattro studenti di grammatica. Inoltre, tra il 1478 e il 1480, la biblioteca del monastero dispone di ben 121 volumi, prevalentemente a carattere liturgico, teologico e giuridico. A partire dai primi decenni del XV secolo, quando Piero della Francesca compie la propria formazione scolastica e avvia la carriera artistica, si sviluppa una significativa presenza culturale anche presso il convento dei Servi di Maria, dove vivono e operano numerosi maestri di teologia. Inoltre, la presenza costante di una scuola comunale di grammatica fin dalla fine del XIV secolo e l'alto numero di professionisti intellettuali (specialmente medici e notai) rende il contesto culturale locale piuttosto articolato e complesso, caratterizzato da una cultura diffusa che, pur in assenza di centri accademici di livello universitario, contribuisce a vivacizzare l'ambiente di Sansepolcro e dell'intera Alta Valle del Tevere. Non è da trascurare, ad esempio, la notevole dimensione demografica della Sansepolcro del tempo, che ci offre la misura di un centro dinamico e vitale, nel quale il giovane Piero ha potuto trovare un ambiente in grado di stimolare la sua sensibilità artistica.
Il primo artista col quale collaborò fu Antonio di Anghiari, attivo a Sansepolcro e ivi abitante, come attesta un documento di pagamento a Piero del 27 maggio 1430 per la pittura di stendardi e bandiere con le insegne del Comune e del governo papale, posti sopra una porta delle mura. Sul finire del 1437 lavora nella principale chiesa di Sansepolcro, l'abbazia camaldolese di San Giovanni Evangelista (l'odierna Basilica Cattedrale): l'8 gennaio 1438 suo padre, in qualità di legittimo amministratore del figlio pittore, rilascia a maestro Antonio di Giovanni pittore di Anghiari, per pitture eseguiti dal figlio nella cappella di San Lorenzo dell'abbazia, come anche nell'Annunciazione di Sant'Agostino a Sansepolcro e nella tavola di Sant'Angelo a Citerna. Nel 1438 è di nuovo documentato a Sansepolcro, dove è citato tra gli aiutanti di Antonio d'Anghiari, a cui era stata affidata, in prima istanza, la commissione per la pala della chiesa di San Francesco (poi realizzata dal Sassetta). È difficile comunque dire se il maestro di Piero sia stato proprio Antonio, dal momento che di quest'ultimo non si conserva alcuna opera certa.

### Con Domenico Veneziano

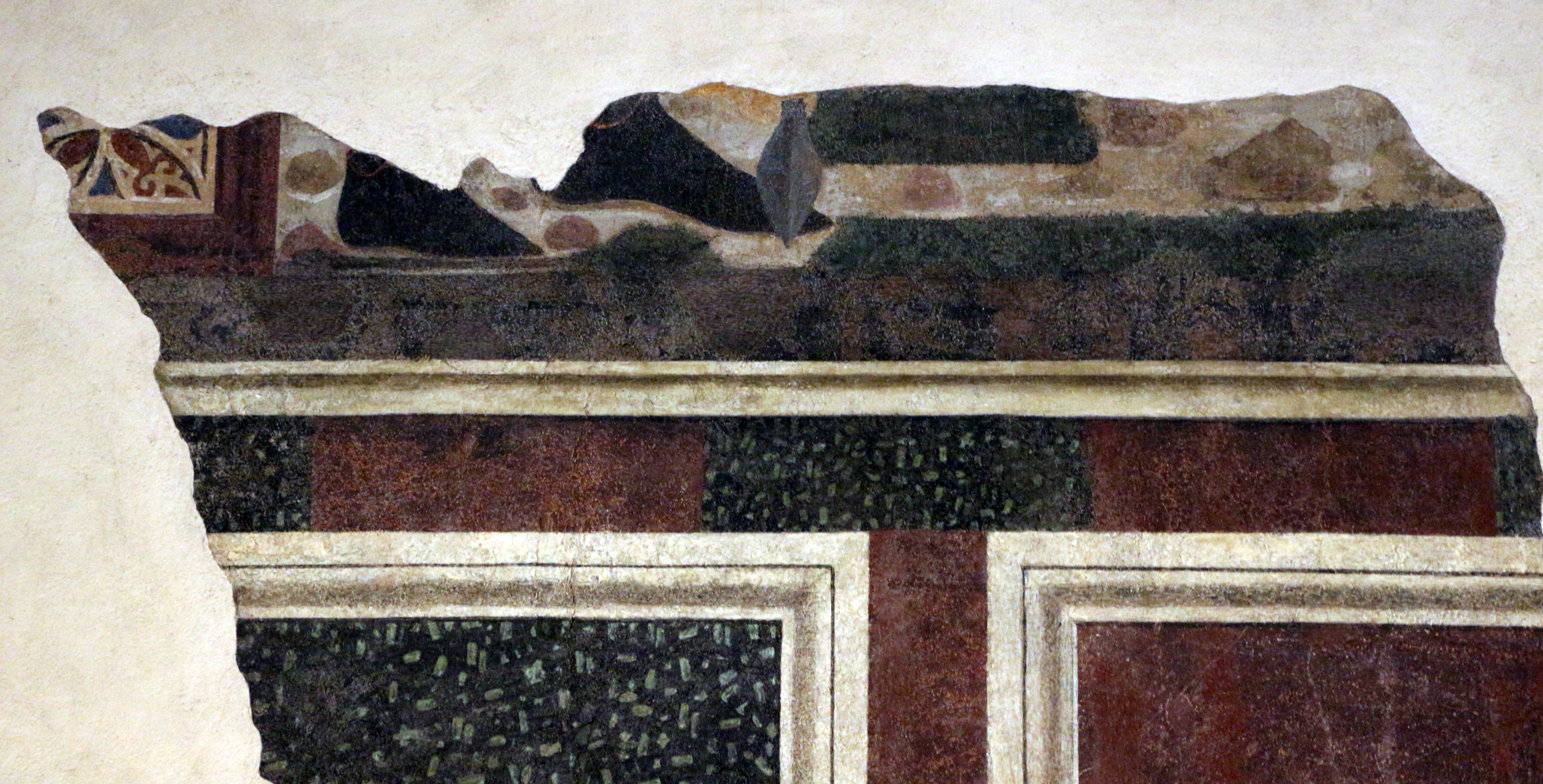
Tracce delle Storie della Vergine di Sant'Egidio, Firenze

Nel 1439 è documentato per la prima volta a Firenze, dove forse era avvenuta la sua vera formazione, forse già intorno dal 1435. Il 7 settembre infatti è citato tra gli aiutanti di Domenico Veneziano negli affreschi, oggi perduti, delle Storie della Vergine nel coro della chiesa di Sant'Egidio. La pittura luminosa, dalla tavolozza chiarissima e sontuosa, di Domenico Veneziano e quella, moderna e vigorosa, di Masaccio furono determinanti negli sviluppi del suo percorso artistico, ispirandogli alcune caratteristiche fondamentali che utilizzò per tutta la vita. Con Domenico aveva probabilmente già collaborato a Perugia nel 1437-1438 e, secondo Vasari, i due lavorarono anche a Loreto, nella chiesa di Santa Maria, dove iniziarono ad affrescare «un'opera nella volta della sagrestia; ma perché, temendo di peste, la lasciarono imperfetta, ella fu poi finita da Luca da Cortona, discepolo di Piero».
La prima sua opera che ci è conservata è la Madonna col Bambino, già nella fiorentina Collezione Contini Bonacossi, attribuita per la prima volta a Piero nel 1942 da Roberto Longhi, che la fa risalire agli anni 1435-1440, durante i quali Piero era ancora collaboratore di Domenico Veneziano. Nel verso della tavola è dipinto un vaso, come esercitazione prospettica.

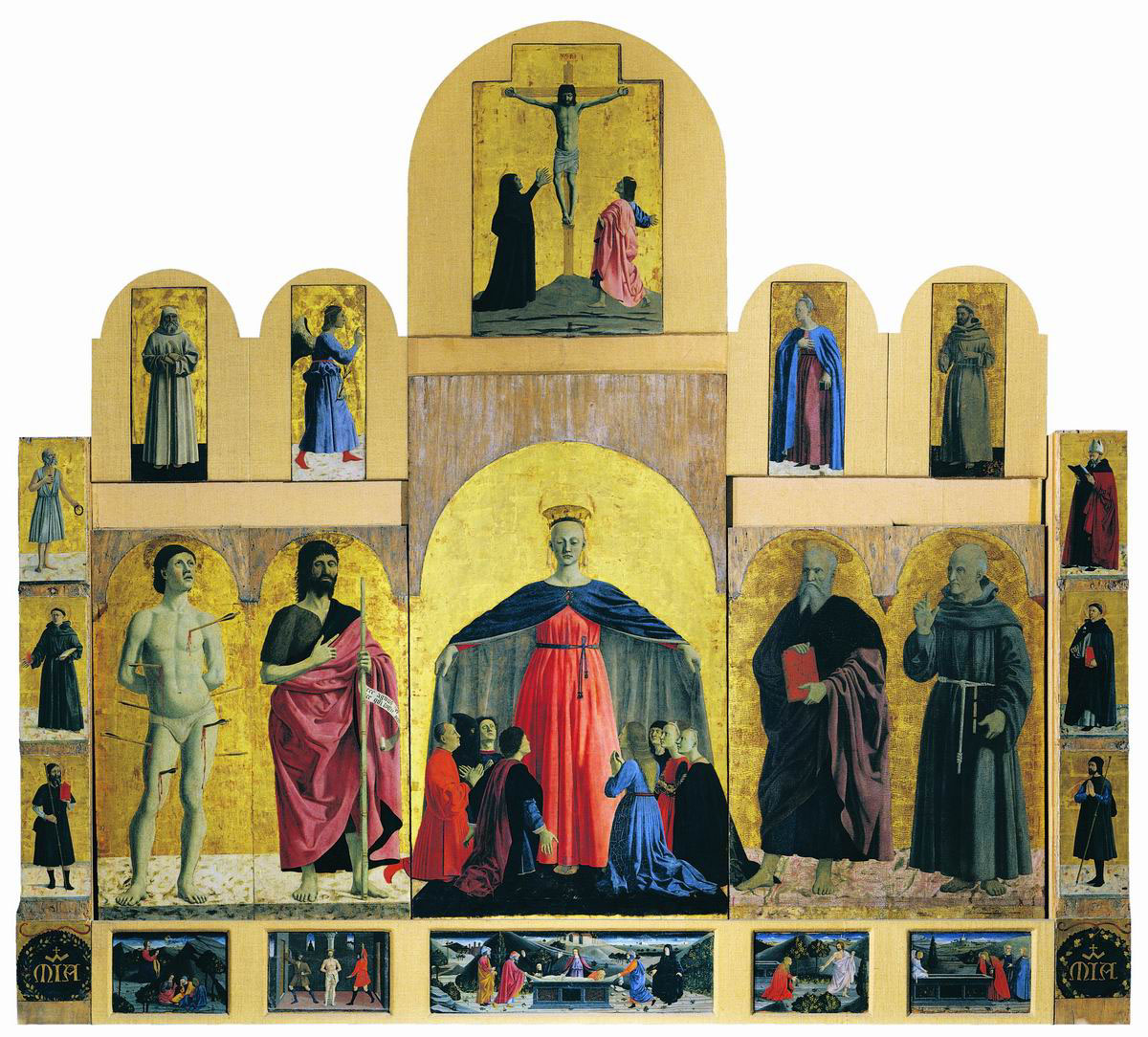
Polittico della Misericordia (1445-1462), Museo Civico di Sansepolcro

Piuttosto controversa è la datazione di quella che alcuni ritengono la prima opera pervenutaci di Piero della Francesca, il Battesimo di Cristo alla National Gallery di Londra. Alcuni elementi iconografici, come la presenza dei dignitari bizantini sullo sfondo, farebbero collocare l'opera a ridosso del 1439, anno del Concilio di Firenze in cui si riunificarono effimeramente le Chiese d'Occidente e d'Oriente. Altri datano la pala più tardi, addirittura al 1460.

### Ilpolittico della Misericordia
Nel 1442 Piero risultava nuovamente abitante a Borgo Sansepolcro dove era uno dei "consiglieri popolari" nel consiglio comunale. L'11 gennaio 1445 ricevette dalla locale Confraternita della Misericordia la commissione di un polittico per l'altare della loro chiesa: il contratto prevedeva il compimento dell'opera in tre anni e la sua completa autografia, oltre all'obbligo di controllare ed eventualmente restaurare il dipinto nei dieci anni successivi.
In realtà, la stesura del polittico si protrasse, con intervento di un allievo non identificato, per più di 15 anni, come dimostra un pagamento al fratello Marco di Benedetto de' Franceschi, per conto di Piero, effettuato dalla Confraternita nel 1462. Nel XVII secolo il polittico fu scomposto, con perdita dell'originaria cornice, poi trasferito nella chiesa di San Rocco; dal 1901 è conservato nella Pinacoteca comunale.
Il polittico si compone di 15 tavole: il registro principale è composto di tre scomparti raffiguranti i santi Sebastiano e Giovanni Battista, la Madonna della Misericordia e i santi Giovanni Evangelista e Bernardino da Siena; nel secondo registro sono, al centro, la Crocifissione, ai lati San Romualdo, l'Angelo annunciante, l'Annunciata e San Francesco. Sopravvivono anche le fasce dipinte dei pilastri laterali, con le raffigurazioni di sei santi e di due stemmi della Confraternita della Misericordia, probabilmente opera di uno sconosciuto allievo; cinque tavolette costituiscono la predella, attribuite al pittore camaldolese Giuliano Amidei, forse anche appartenenti a un polittico diverso.
Nelle prime tavole (San Sebastiano, San Giovanni Battista) le figure rammentano la gravità pesante e fisica di Masaccio, mentre il San Bernardino da Siena, raffigurato con l'aureola, pone un importante termine post quem, poiché venne proclamato santo solo nel 1450.

### Viaggi
Negli anni quaranta Piero soggiornò in varie corti italiane: Urbino, Ferrara e probabilmente Bologna, realizzando affreschi che sono andati completamente perduti. A Ferrara ad esempio lavorò nel 1449 al Castello Estense e nella chiesa di Sant'Andrea, ma oggi non ne resta traccia. Qui forse ebbe un primo contatto con l'arte fiamminga, incontrando Rogier van der Weyden direttamente o tramite una delle opere che aveva forse lasciato a corte. Il contatto coi fiamminghi è particolarmente evidente se si pensa al suo precoce uso della pittura a olio.
Il 18 marzo 1450 è documentato ad Ancona, come testimone al testamento (rinvenuto recentemente da Matteo Mazzalupi) della vedova del conte Giovanni di messer Francesco Ferretti. Nel documento il notaio specifica che i testimoni sono tutti "cittadini ed abitanti di Ancona", per cui Piero fu probabilmente ospite per un certo tempo dell'importante famiglia anconetana e per loro dipinse forse la tavoletta del San Girolamo penitente, datata appunto 1450. Agli stessi anni risale più o meno anche l'analogo San Girolamo e il donatore Girolamo Amadi. In entrambe si registra un interesse per il paesaggio e per la fine resa dei dettagli, nelle variazioni di materiale e di "lustro" (cioè di riflessi di luce), che possono essere spiegati solo attraverso una conoscenza diretta della pittura fiamminga. Vasari ricorda anche uno Sposalizio della Vergine sull'altare di San Giuseppe nel Duomo, già scomparso nel 1821.
Sempre Vasari afferma che Piero «nella pittura fu adoperato» da Guidantonio da Montefeltro, «al quale fece molti quadri di figure piccole bellissimi», lasciando intendere un'attività molto vasta che però già nel 1550 era andata a finire «in gran parte male», a causa delle guerre da cui lo Stato urbinate era travagliato.

### Rimini (1451)

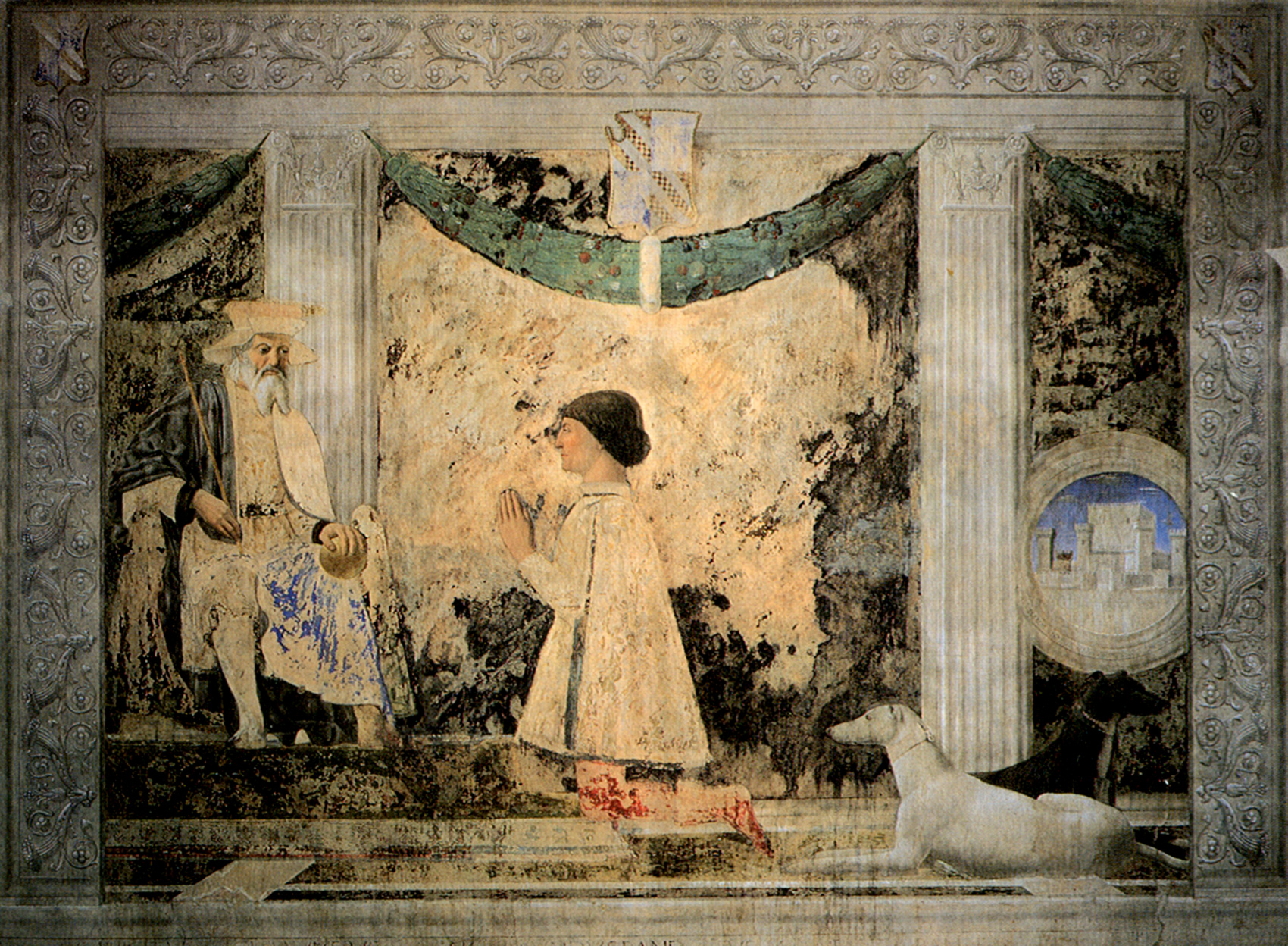
Sigismondo Pandolfo Malatesta in preghiera davanti a San Sigismondo

Nel 1451 fu a Rimini, chiamato da Sigismondo Pandolfo Malatesta a lavorare al Tempio Malatestiano dove lasciò l'affresco votivo monumentale con San Sigismondo e Sigismondo Pandolfo Malatesta. Qui probabilmente poté conoscere Leon Battista Alberti, e da qui si spostò ancora ad Ancona, Pesaro e Bologna.

### Le Storie della Vera Croce, prima fase (1452-1458)
Nel 1452 fu chiamato a sostituire Bicci di Lorenzo, defunto, nella decorazione murale della Cappella Maggiore di San Francesco ad Arezzo, dove affrescò le celebri Storie della Vera Croce. I documenti ricordano l'ultimo pagamento per il ciclo di affreschi nel 1466, che poteva anche essere già stato ultimato prima.
La prima fase della decorazione di San Francesco viene datata fino al 1458 e riguarda le lunette e le incorniciature dipinti, che vennero realizzate da collaboratori su cartoni del maestro. L'opera venne interrotta durante il suo viaggio a Roma.
Il ciclo è caratterizzato da scene costruite prospetticamente e con una colorazione delicata e ricca di luce, ripresa dallo stile di Domenico Veneziano. Il disegno è rigoroso, di impronta fiorentina, ma la sua rigidità va attenuandosi via via nel corso dell'impresa.
In contemporanea nel 1453 è documentato anche a Sansepolcro dove stipulò il contratto per il polittico dell'altare maggiore della chiesa di Sant'Agostino, al quale lavorerà per lo più negli anni successivi, terminandolo solo nel 1469.

### Roma (1458-1459)

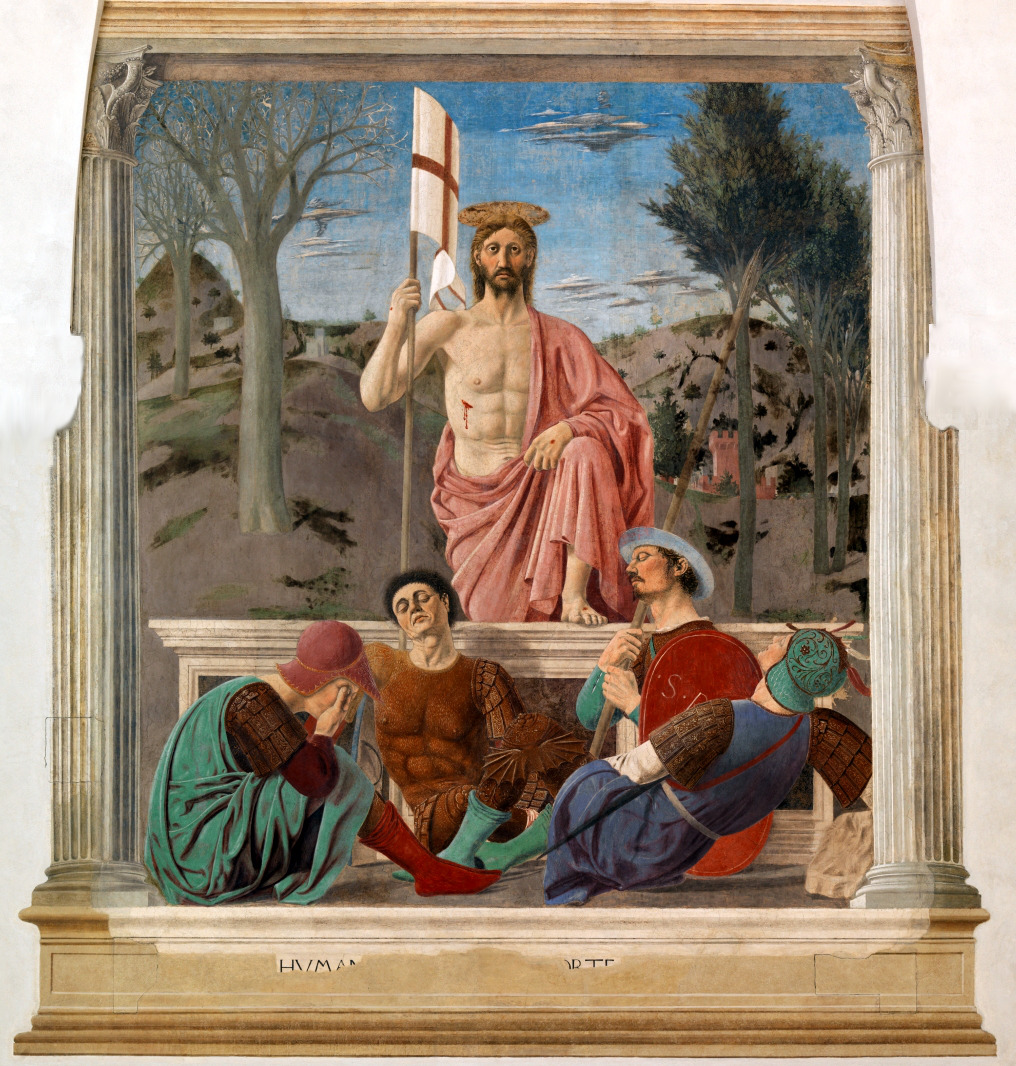
Resurrezione

Nel 1458-1459 Piero fu attivo a Roma, chiamato da papa Pio II. Prima di partire nominò il fratello Marco come suo procuratore a Borgo San Sepolcro, in previsione verosimilmente di una lunga assenza.
A Roma eseguì nel Palazzo Apostolico affreschi ben documentati ma oggi perduti, dopo che nel XVI secolo vennero distrutti per far posto alla prima delle Stanze Vaticane di Raffaello. In Santa Maria Maggiore si trova un affresco di San Luca dipinto probabilmente dalla bottega di Piero, mentre nulla si è conservato di opere interamente autografe. La tesoreria papale emise un documento datato 12 aprile 1459 per il pagamento di 140 fiorini per "certe dipinture" nella "camera di Santità Nostro Signore".
A questo periodo risale anche la Resurrezione del Museo Civico di Sansepolcro, dall'inarrivabile solennità, data dalla composizione piramidale e dalla ieratica frontalità del Cristo. A questi anni vengono generalmente datati anche la Flagellazione, la Madonna del Parto e, secondo alcuni, il Battesimo di Cristo.
Il 6 novembre 1459 muore la madre di Piero e il 20 febbraio 1464 suo padre.

### Storie della Vera Croce, seconda fase

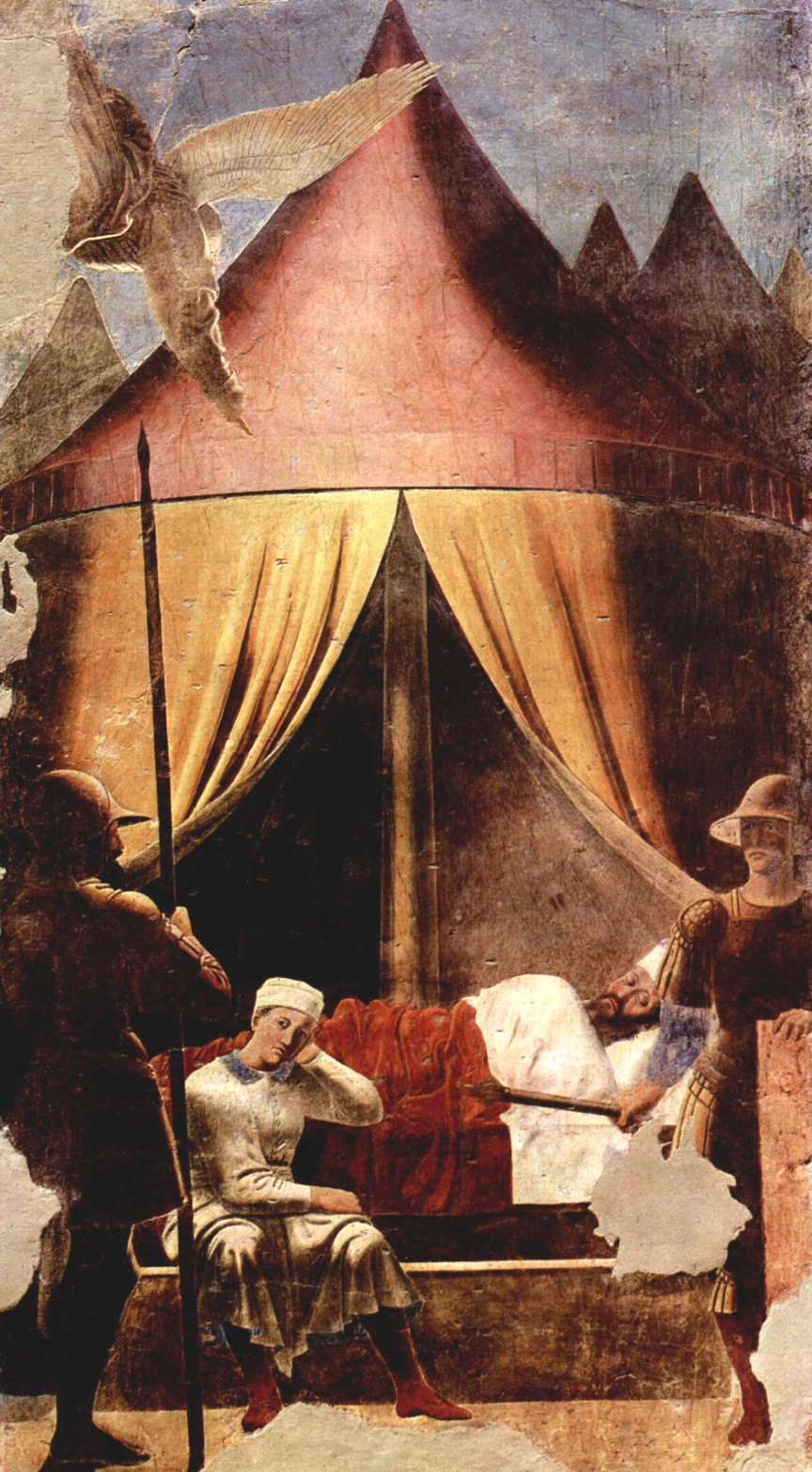
Sogno di Costantino, dalle Storie della Vera Croce

Nella città di Roma Piero conobbe sicuramente artisti fiamminghi e spagnoli, acquisendo una nuova consapevolezza per la rappresentazione dei fenomeni atmosferici realistici, che saranno alla base degli affreschi più sperimentali della seconda fase del ciclo di Arezzo, come la scena notturna del Sogno di Costantino. Nel 1460 si trovava a Sansepolcro, dove firmò e datò l'affresco di San Ludovico di Tolosa. Nel 1462 fu pagato per il Polittico della Misericordia.
Nel tardo 1466 la confraternita aretina della Nunziata commissionò uno stendardo con l'Annunciazione a Piero, citando nel contratto la riuscita degli affreschi di San Francesco come motivo della scelta: a quella data il ciclo doveva quindi essere già stato terminato. Quello stesso anno Piero dipinse l'affresco di una Maddalena nel Duomo di Arezzo.

### Perugia

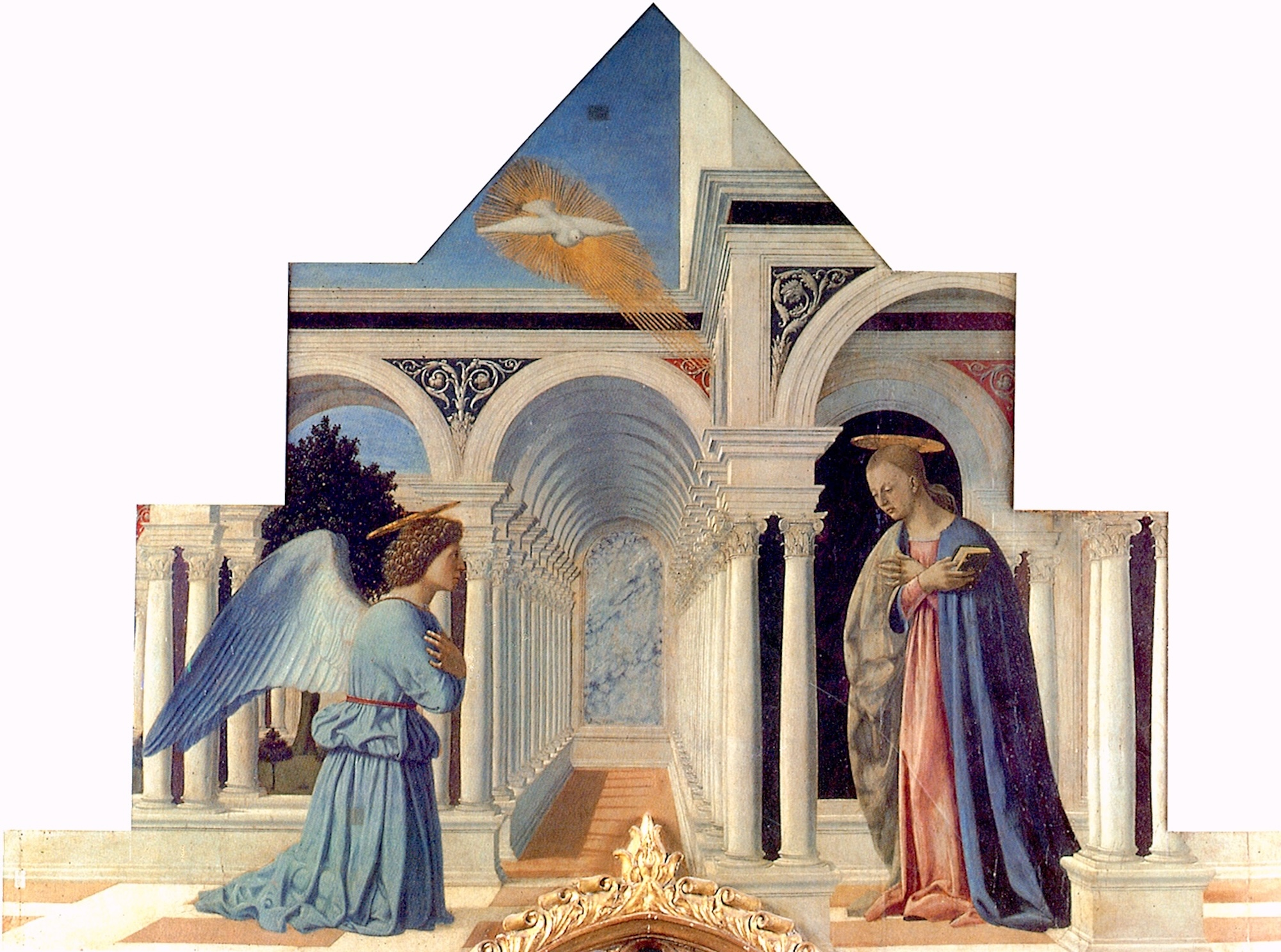
Annunciazione, dal Polittico di Sant'Antonio

Nel 1467 a Perugia eseguì per conto delle suore terziarie del convento di Sant'Antonio (situato nel nord del paese) un polittico, dove all'impostazione tardogotica voluta dalla committenza, si contrappone la cimasa con un'Annunciazione di chiaro stampo rinascimentale, visibile nella straordinaria fuga prospettica di archi sullo sfondo.
Nel 1468 è documentato a Bastia Umbra, dove si era rifugiato per sfuggire la peste. Qui realizzò almeno un altro gonfalone dipinto (perduto).

### Il Polittico di Sant'Agostino
Il polittico per la chiesa agostiniana di Sansepolcro era stato commissionato nel 1454, ma portato a termine solo nel 1470, con la traccia di un pagamento, forse l'ultimo, datato 14 novembre. L'opera è altamente innovativa, priva di fondo oro, sostituito da un cielo aperto tra balaustre classicheggianti, e con le figure dei santi dalla linearità e monumentalità accentuata.

### A Urbino (1469-1472)

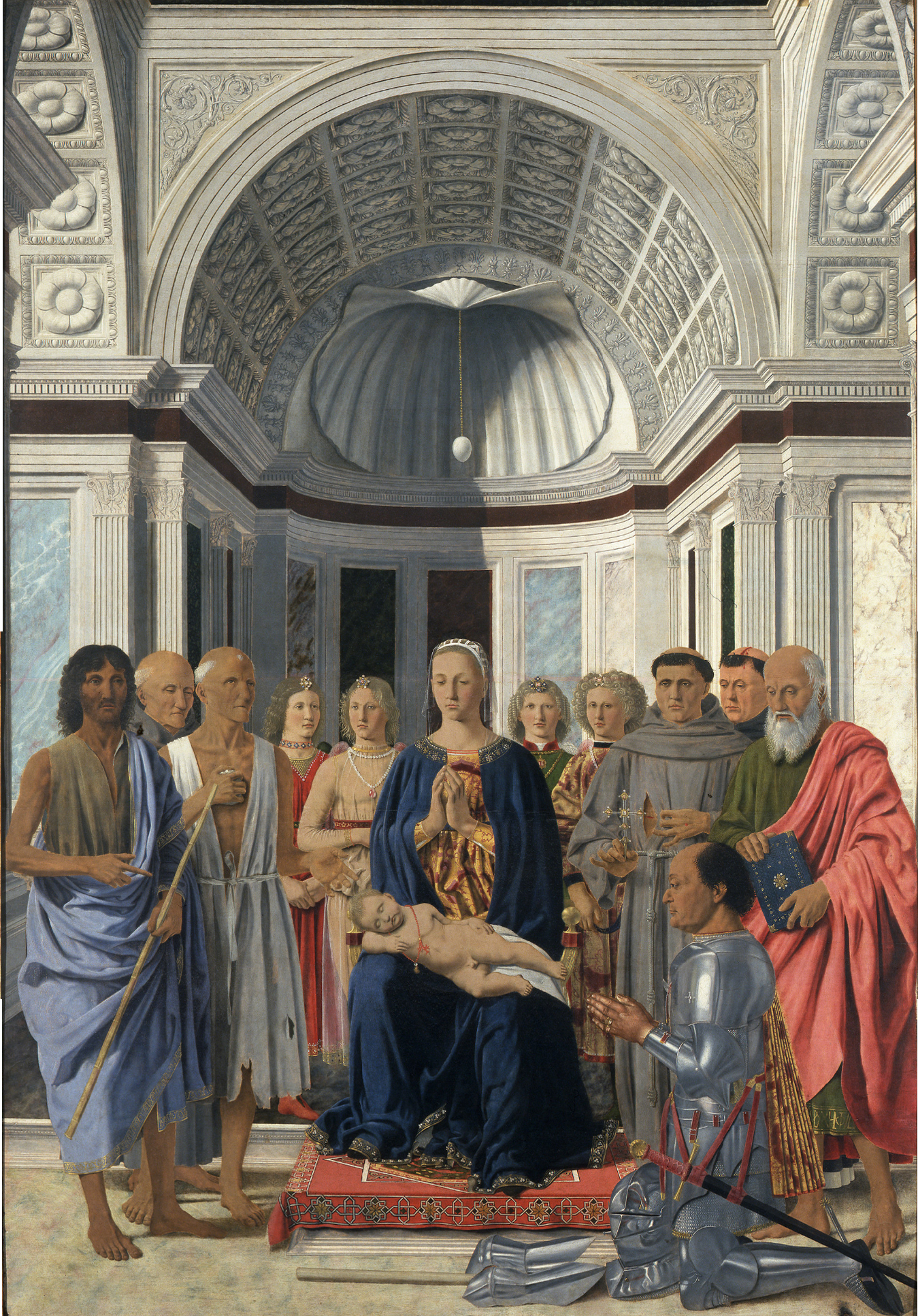
Pala di Brera

Non sono chiari gli spostamenti di Piero alla corte di Urbino di Federico da Montefeltro, dove soggiornò sicuramente tra il 1469 e il 1472. Nonostante ciò, Piero è considerato a buon diritto uno dei protagonisti e promotori della cultura urbinate, e proprio a Urbino il suo stile raggiunse un insuperato equilibrio tra l'uso di rigorose regole geometriche e il respiro serenamente monumentale.
Al 1465-1472 circa è datato il Doppio ritratto dei duchi di Urbino, dove Federico da Montefeltro e la moglie Battista Sforza sono ritratti di profilo in primo piano, e sul retro in trionfo su carri allegorici e con scritte d'omaggio dipinte. Il ritratto di Federico era finito nel 1465, mentre si sa che quello di Battista Sforza è postumo, quindi successivo al 1472. I ritratti sono inseriti sullo sfondo di un lontanissimo e profondissimo paesaggio di memoria nordica, in particolare di Jan van Eyck.
Nel 1469 Piero è documentato a Urbino, dove la Confraternita del Corpus Domini lo incaricò di dipingere uno stendardo processionale. In quell'occasione al maestro venne proposta anche la pittura della travagliata pala del Corpus Domini, già commissionata a Fra Carnevale, poi a Paolo Uccello (1467), che dipinse solo la predella, e infine completata da Giusto di Gand nel 1473-1474. Nel 1470 è documentato Federico da Montefeltro a Sansepolcro, forse in compagnia di Piero.
A Urbino Piero lasciò soprattutto la Madonna di Senigallia e la Pala di Brera, opere maestose, con un ineguagliabile equilibrio di rigorosa architettura dipinta e luce. La Pala di Brera risale sicuramente a prima del 1475, poiché il Duca è ritratto senza la decorazione dell'Ordine della Giarrettiera, che ricevette nel 1474. È molto probabile che nella realizzazione della pala ebbe un ruolo anche il pittore di corte Pedro Berruguete, al cui pennello Roberto Longhi attribuì le mani di Federico. Il fondale architettonico armonioso e policromo ricorda le creazioni di Leon Battista Alberti, in particolare la chiesa di Sant'Andrea a Mantova, mentre le figure sono immerse in una chiara atmosfera luminosa.

### Ultimo periodo

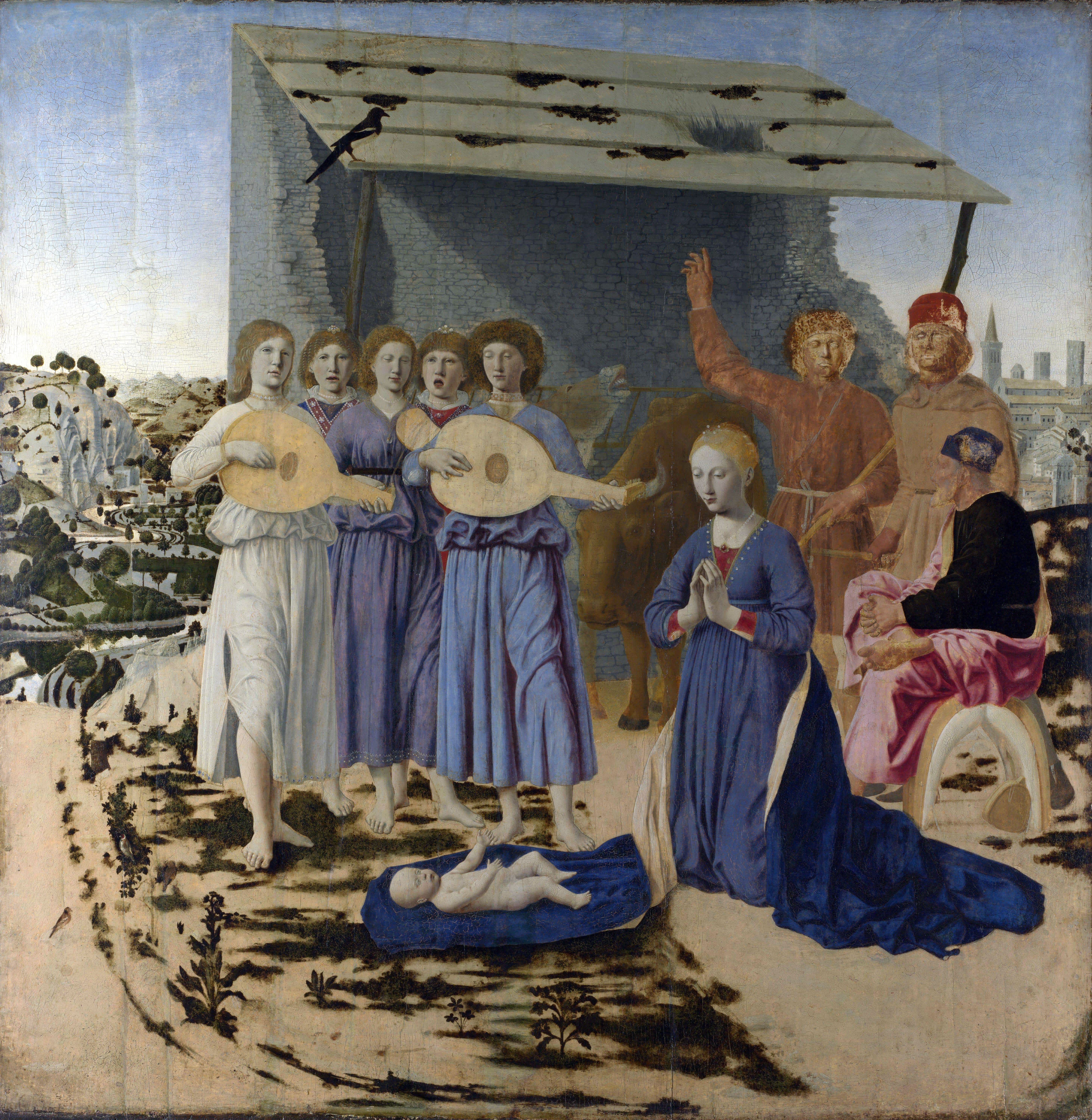
Natività

Nel 1473 è registrato un pagamento, forse legato ancora al Polittico di Sant'Agostino. Nel 1474 gli venne corrisposto il pagamento conclusivo per un dipinto perduto, destinato alla cappella della Vergine nella Badia di Sansepolcro. Dal 1º luglio 1477, con qualche interruzione, visse fino al 1480 a Borgo San Sepolcro, dove fece regolarmente parte del consiglio comunale. Nel 1478 dipinse un affresco perduto per la Cappella della Misericordia, sempre a Sansepolcro. Tra il 1480 e il 1482 fu a capo della Confraternita di San Bartolomeo nella sua città natale.
All'ultima fase di Piero è attribuita la Natività, dove spicca l'impianto prospettico e l'amorevole cura dei dettagli. Alcuni critici ipotizzano che il volto della Madonna sia stato realizzato da altra mano "fiamminga".
A questo periodo è attribuita anche la Madonna col Bambino e quattro angeli del museo di Williamstown (Massachusetts).

### La morte
Documentato di nuovo a Rimini nel 1482, dove prese in affitto un'abitazione, attese alla scrittura del Libellus de quinque corporibus regularibus, terminato nel 1485 e dedicato a Guidobaldo da Montefeltro.
Fece testamento il 5 luglio 1487, dichiarandosi "sano nello spirito, nella mente e nel corpo". Negli ultimi anni, secondo Vasari, venne colpito da una grave malattia agli occhi che gli impedì di lavorare. Morì a Sansepolcro il 12 ottobre 1492, proprio il giorno della scoperta dell'America, e fu sepolto nella Badia di Sansepolcro, anche se Luca Pacioli lo dichiara ancora vivente nel suo trattato  Summa de arithmetica, geometria, proportioni et proportionalita, pubblicato il 10 novembre 1494, alla cui stampa sovraintese l'autore stesso, pertanto non può trattarsi di un errore. Pacioli cita Piero della Francesca nella Summa una prima volta nell’epistola dedicatoria dove ne parla al presente, ma successivamente precisa: "El sublime pictore (al dì nostri ancor vivente) maestro Pietro de li Franceschi nostro conterraneo del Borgo San Sepolcro…" .

## Trattati matematici

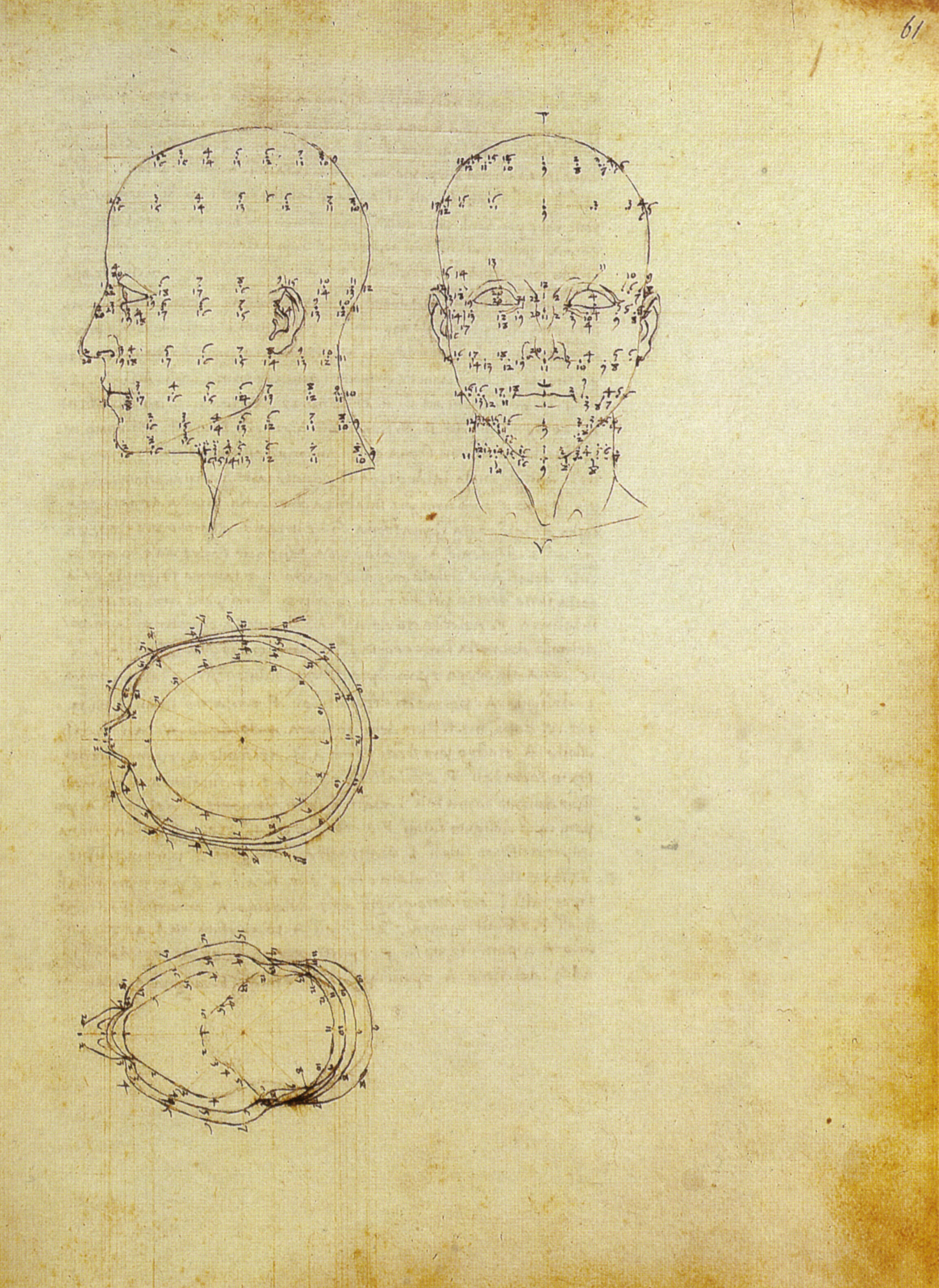
Proiezioni di una testa umana, dal De prospectiva pingendi

Oltre all'attività artistica fu anche autore di trattati matematici e di geometria prospettica: un manuale di calcolo intitolato Trattato d'abaco, il De prospectiva pingendi e il De quinque corporibus regularibus. Nel 2005, inoltre, è stato individuato da James Banker, nella biblioteca Riccardiana di Firenze (ms 106), un suo autografo contenente copia della traduzione di gran parte del corpus archimedeo eseguita nella prima metà del Quattrocento da Iacopo da San Cassiano. Il testo corredato di figure geometriche, appositamente redatte per l'occasione, testimonia il suo percorso di studio e il suo interesse per la matematica e la geometria greca. 
In queste tre opere matematiche è presente una sintesi tra geometria euclidea, appartenente alla scuola dei dotti, e matematica abachistica, riservata ai tecnici.
La prima opera è stata il Trattato d'abaco, sulla matematica applicata: fu scritto forse già nel 1450, trent'anni prima del De prospectiva pingendi. Il titolo fu aggiunto solo in epoca moderna in quanto assente nell'originale. La parte geometrica e quella algebrica sono risultate molto vaste rispetto alle consuetudini del suo tempo, così come la parte sperimentale in cui l'autore ha esplorato elementi non convenzionali.
Nel secondo trattato De prospectiva pingendi ha proseguito la sua linea di studio teorico codificando, per primo, le regole della moderna scienza prospettica, apportando notevoli novità al punto da poterlo definire uno dei padri della nuova scienza e del moderno disegno tecnico. Tra i problemi affrontati emergono il computo del volume della volta e l'elaborazione architettonica della costruzione delle cupole.
Nel terzo trattato Libellus de quinque corporibus regularibus, un trattato dedicato alla geometria, che ha ripreso temi antichi di tradizione platonico-pitagorica, si è ispirato alla lezione euclidea per l'ordine logico delle espressioni, per i riferimenti e per l'uso coordinato e complesso dei teoremi, mentre è stato vicino alle esigenze dei tecnici nella determinazione delle figure trattate, solide e poliedriche, e per l'assenza di dimostrazioni classiche e per l'uso di regole aritmetiche e algebriche applicate ai calcoli. Nel testo, in particolare, per la prima volta venivano disegnati i poliedri regolari e semiregolari, studiando le relazioni che intercorrono fra i cinque regolari.

## La bottega
La critica si divide sulla presunta collaborazione di vari artisti alla sua bottega (fra gli altri Lorentino d'Andrea, Luca Signorelli e il Perugino); per altro l'unico allievo documentato è Pietro di Galeotto da Perugia. Tra i suoi collaboratori merita una citazione Giovanni da Piamonte, con cui lavorò ad Arezzo nell'esecuzione degli affreschi a San Francesco; è di detto autore la tavola conservata presso la chiesa di Santa Maria delle Grazie di Città di Castello, in cui sono sicuramente presenti influenze pierfrancescane. Tra gli artisti che ha influenzato si può menzionare il miniatore Guglielmo Giraldi Magri.

## Opere

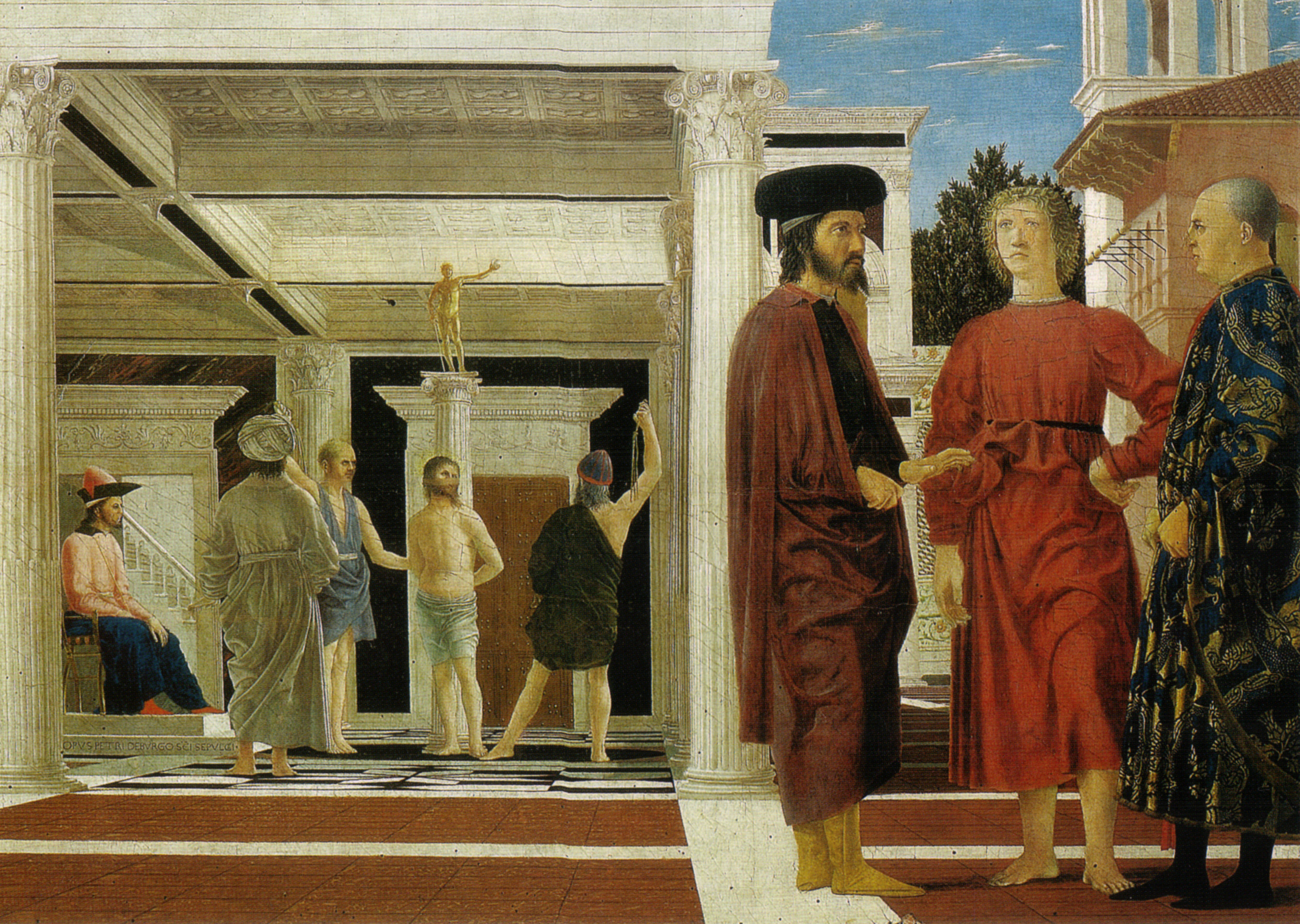
Flagellazione di Cristo (1470 circa)

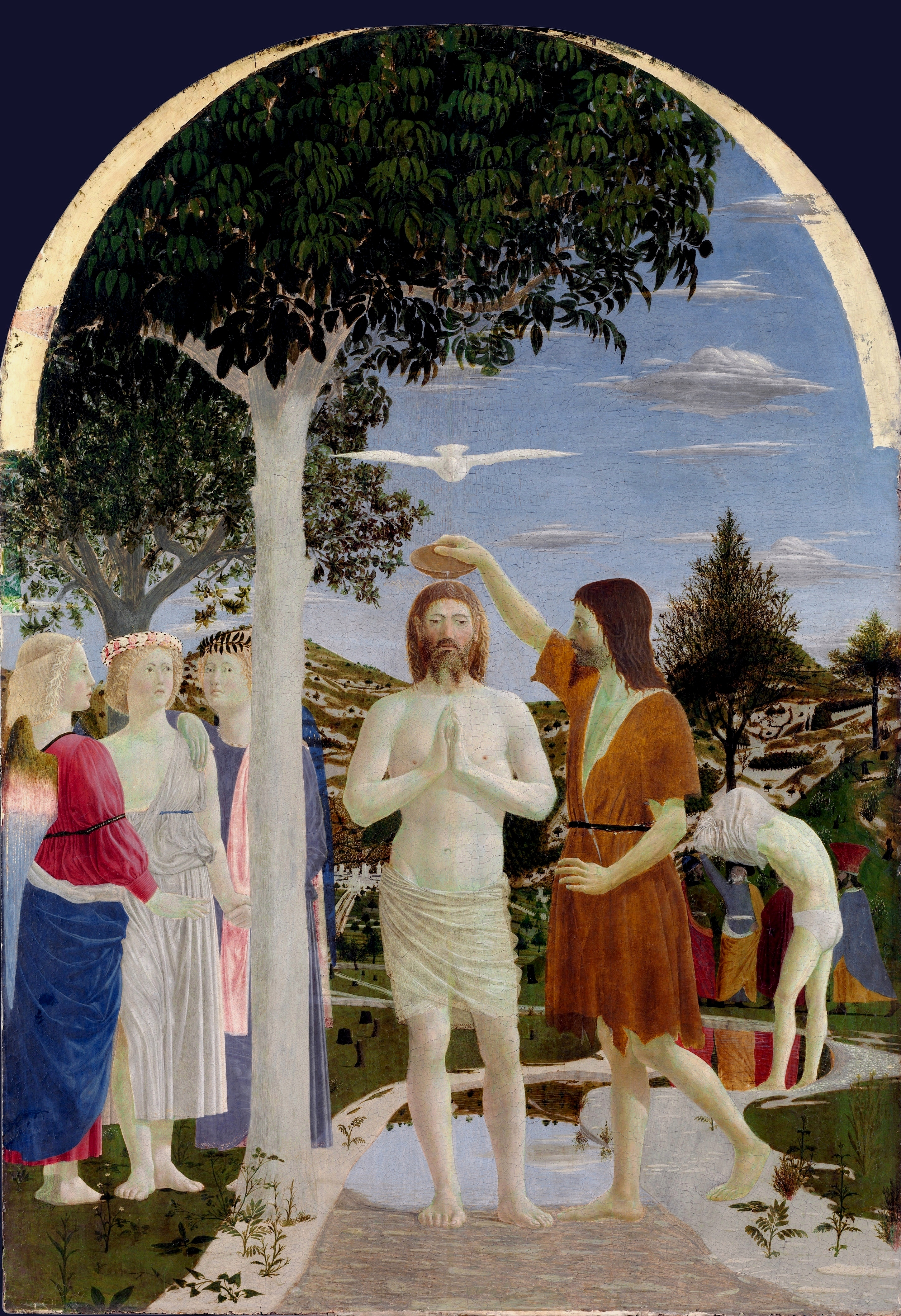
Battesimo di Cristo (1440-1460 circa)

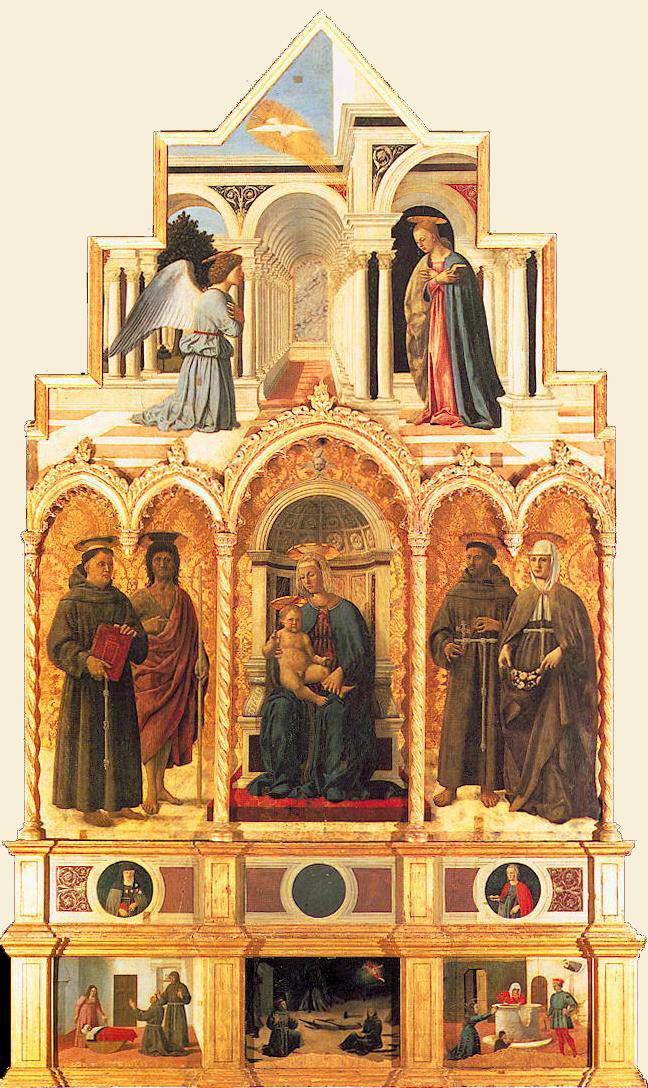
Polittico di Sant'Antonio (1460-1470)

Lista di opere (dipinti su tavola e affreschi) in ordine cronologico:
- Madonna col Bambino, 1440 circa, tempera su tavola, 53x41 cm, collezione privata Alana, Delaware, Stati Uniti
- Madonna col Bambino, 1440-50 circa, tecnica mista su tavola, 62x53 cm, Fondazione Giorgio Cini, Venezia
- Polittico della Misericordia, 1444-1465, tecnica mista su tavola, 273x330 cm, Museo Civico, Sansepolcro
- Battesimo di Cristo, 1440-1460 (datazione incerta), tempera su tavola, 167x116 cm, National Gallery, Londra
- San Girolamo penitente, 1450, tempera su tavola, 51x38 cm, Gemäldegalerie, Berlino
- San Girolamo e il donatore Girolamo Amadi, 1450 circa, tempera su tavola, 49x42 cm, Gallerie dell'Accademia, Venezia
- Sigismondo Pandolfo Malatesta in preghiera davanti a san Sigismondo, 1451, affresco, 257x345 cm, Tempio Malatestiano, Rimini
- Ritratto di Sigismondo Pandolfo Malatesta, 1451-1460, tecnica mista su tavola, 44,5x34,5 cm, Louvre, Parigi
- Storie della Vera Croce, 1452-1466, affreschi, Basilica di San Francesco, Arezzo
  - Morte di Adamo, 390x747 cm
  - Adorazione del sacro legno e incontro di Salomone con la Regina di Saba, 336x747 cm
  - Sollevamento del legno della Croce (esecuzione di Giovanni da Piamonte), 356x190 cm
  - Sogno di Costantino
  - Annunciazione, 329x193 cm
  - Vittoria di Costantino su Massenzio, 322x764 cm
  - Tortura dell'ebreo (con Giovanni da Piamonte), 356x193 cm
  - Ritrovamento e verifica della vera Croce, 356x747 cm
  - Battaglia di Eraclio e Cosroè, 329x747 cm
  - Eraclio riporta la Vera Croce a Gerusalemme, 390x747 cm
  - Profeta Ezechiele (esecuzione di Giovanni da Piamonte), base 193 cm
  - Profeta Geremia, 245x165 cm
  - Angelo, frammento, base 70 cm
  - Cupido, base 70 cm
- Polittico di Sant'Agostino, 1454-1469, tecnica mista su tavola, smembrato e parzialmente disperso
  - Sant'Agostino, 133x60 cm, Museu Nacional de Arte Antiga, Lisbona
  - San Michele Arcangelo, 133x59,5 cm, National Gallery, Londra
  - San Giovanni Evangelista, 131,5x57,8 cm, Frick Collection, New York
  - San Nicola da Tolentino, 136x59 cm, Museo Poldi Pezzoli, Milano
  - Santa Monica, 39x28 cm, Frick Collection, New York
  - Santo agostiniano, 39x28 cm, Frick Collection, New York
  - Sant'Apollonia, 39x28 cm, National Gallery of Art, Washington
  - Crocifissione, 37,50x41 cm, Frick Collection, New York
- San Giuliano, 1454-1458, affresco frammentario staccato, 130x80 cm, Museo Civico, Sansepolcro
- Maria Maddalena, 1460-1466, affresco, 190x105 cm, Duomo, Arezzo
- Madonna del parto, 1455-1465, affresco staccato, 260x203 cm, Museo della Madonna del Parto, Monterchi
- Resurrezione, 1450-1463, affresco, 225x200 cm, Museo Civico, Sansepolcro
- San Ludovico di Tolosa, 1460, affresco frammentario staccato, 123x90 cm, Museo Civico, Sansepolcro
- Polittico di Sant'Antonio, 1460-1470, tecnica mista su tavola, 338x230 cm, Galleria nazionale dell'Umbria, Perugia
- Doppio ritratto dei Duchi di Urbino, sul verso Trionfo di Federico da Montefeltro e di Battista Sforza, 1465-1472 circa, olio su tavola, 47x33 cm ciascun pannello, Uffizi, Firenze
- Pala di Brera, 1469-1474, tecnica mista su tavola, 248x170 cm, Pinacoteca di Brera, Milano
- Flagellazione di Cristo, 1470 circa, tecnica mista su tavola, 58,4x81,5 cm, Galleria Nazionale delle Marche, Urbino
- Ercole, 1470 circa, affresco staccato, 151x126 cm, Isabella Stewart-Gardner Museum, Boston
- Madonna di Senigallia, 1470-1485, olio su carta riportata su tavola, 61x53,5 cm, Galleria nazionale delle Marche, Urbino
- Natività, 1470-1485, olio su tavola, 124x123 cm, National Gallery, Londra
- Madonna col Bambino e quattro angeli, 1475-1482, tecnica mista su tavola, 107,8x78,4 cm, Clark Art Institute, Williamstown (Massachusetts)
- Ritratto di bambino (Guidobaldo da Montefeltro?), (attribuzione incerta), 1483 ca., tempera su tavola, 41x27,5 cm, Madrid, Museo Thyssen-Bornemisza

### Opere perdute
Affreschi nelle attuali Stanze di Raffaello, Città del Vaticano

### Opere di bottega
- San Luca, 1458-1459, affresco frammentario, Santa Maria Maggiore, Roma
- (Luca Signorelli?) Madonna col Bambino e tre angeli, Christ Church Picture Gallery, Oxford
- (Luca Signorelli?) Madonna col Bambino e un angelo, Museum of Fine Arts, Boston